# Charnoz-sur-Ain
Charnoz-sur-Ain település Franciaországban, Ain megyében. Lakosainak száma 925 fő (2022. január 1.). Charnoz-sur-Ain Blyes, Chazey-sur-Ain, Meximieux, Pérouges és Saint-Jean-de-Niost községekkel határos.

## Népesség
A település népességének változása:
| Lakosok száma | 141  | 267  | 416  | 889  | 915  | 932  | 913  | 903  | 902  | 925  |
|               | 1968 | 1982 | 1990 | 2006 | 2013 | 2015 | 2017 | 2019 | 2020 | 2022 |